# Piedras tacitas

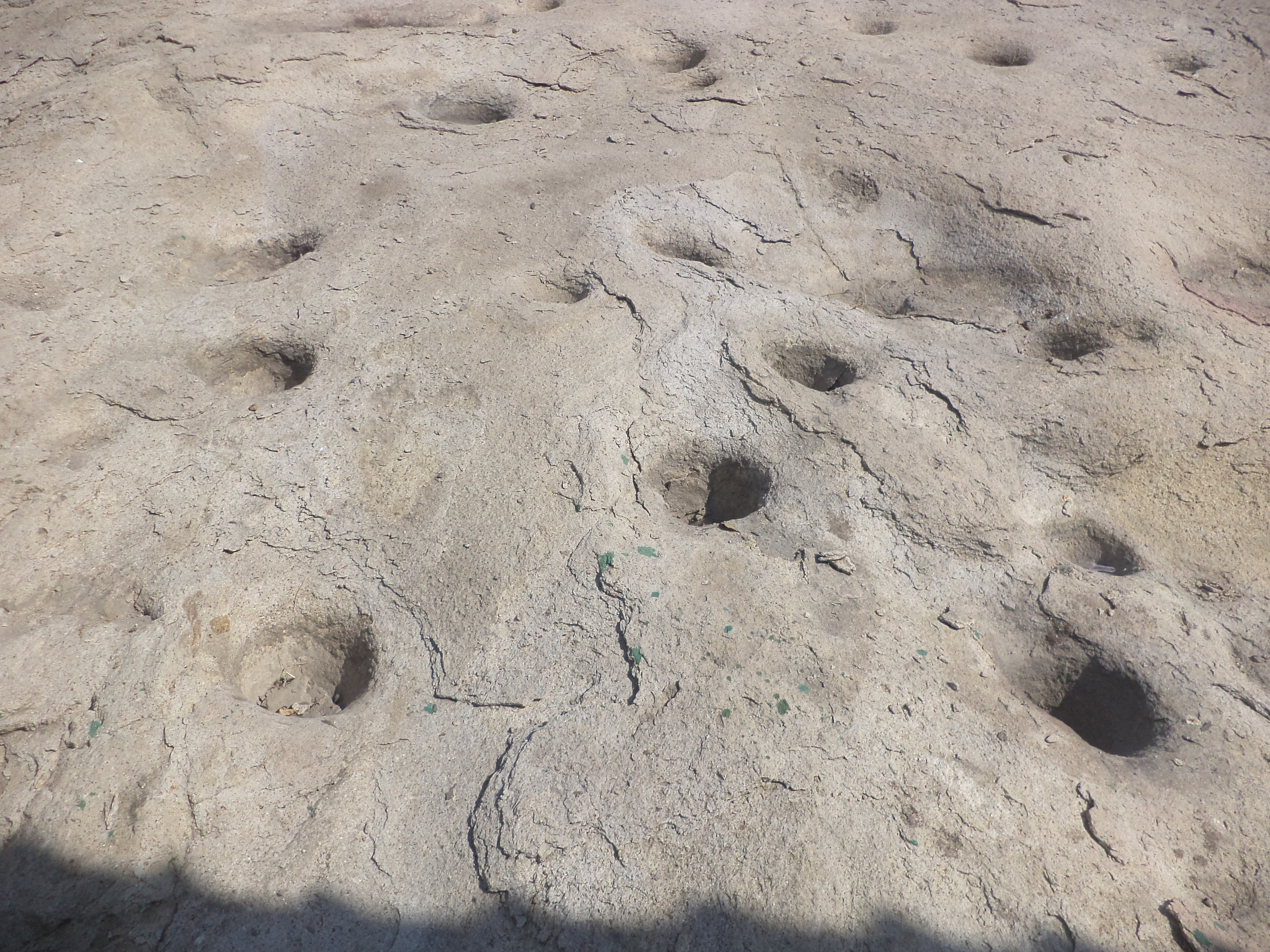
Piedras tacitas en el cerro Blanco, Santiago.

Las piedras tacitas son superficies rocosas horizontales y planas, sobre las que se han realizado concavidades de poca profundidad en formas circulares. Características de la zona central de Chile, corresponden a restos arqueológicos elaborados por pueblos cazadores recolectores.
Se estima que estas piedras habrían sido utilizadas para la molienda de recursos vegetales, minerales o animales, además de estar asociadas a un uso ritual o ceremonial.
También han sido caracterizadas como "horadaciones inconclusas sobre afloraciones rocosas o rocas de gran tamaño", por lo que son fijas, a diferencia de los morteros que son transportables por sus pequeñas dimensiones.
Existe bibliográfica que señala su uso como altares ceremoniales asociados al sacrificio de víctimas, fundamentalmente guanacos o corderos, como lo señala Tomás Guevara en "Psicología del Pueblo Araucano",  asociado a su condición de altar o punto ritual de reunión, se identifican varios usos gastronómicos

## Valor identitario
Una de las características más relevantes de las piedras tacitas en el contexto de Chile Central, es que han sido un elemento identitario compartido por todos los pueblos que han habitado ese territorio en los últimos 10.000 años, quienes les han asignado diversos usos culturales, lo que se mantiene plenamente vigente hasta el día de hoy, que son legalmente consideradas "Monumentos Nacionales" y su alteración y daño está considerado como delito.